# Khristo Bónev
Khristo Atanàssov Bónev, en búlgar: Христо Бонев (Plòvdiv, 3 de febrer de 1947), és un exfutbolista búlgar de la dècada de 1970 i posteriorment entrenador de futbol.

## Trajectòria esportiva
Ha estat el màxim golejador de la selecció búlgara de futbol, fins que Dimitr Berbàtov el superà el 18 de novembre de 2009. Jugà amb la selecció entre 1967 i 1979 un total de 96 partits, en els quals marcà 48 gols. Jugà els Mundials de 1970 i 1974. Pel que fa a clubs, la major part de la seva carrera la passà al Lokomotiv Plovdiv, jugant també a CSKA Sofia i AEK Atenes FC
Durant la seva etapa d'entrenador dirigí diversos clubs a Grècia, Panathinaikos FC, AEL 1964, Ionikos FC. A l'APOEL FC guanyà la Copa el 1995 i el doblet el 1996. També entrenà el Lokomotiv Sofia i la selecció de Bulgària al Mundial de 1998. El 2010 fitxà pel PFC Lokomotiv Plovdiv.

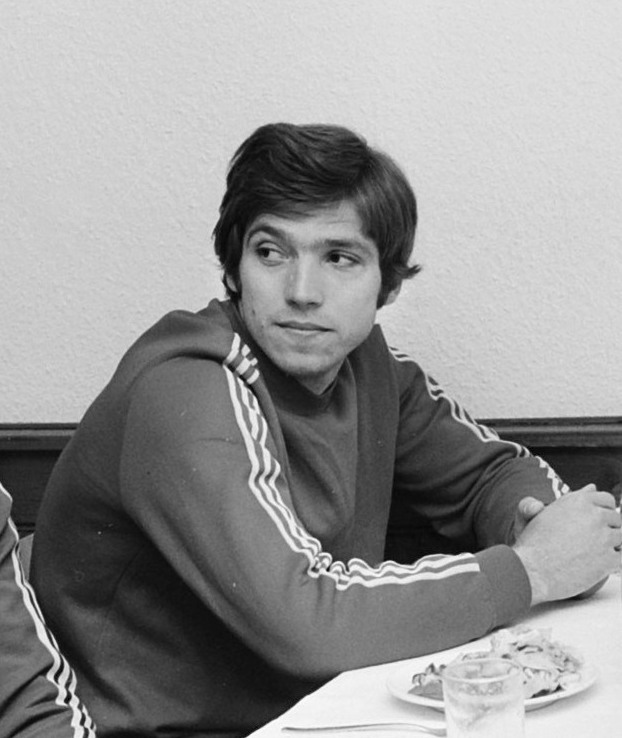
Khristo Bónev el 1974.